# وابل
وابل یک فیلم ایرانی به کارگردانی تورج اصلانی، نویسندگی تهمینه محمدی و تهیه‌کنندگی سپهر سیفی محصول سال ۱۴۰۱ است. این فیلم در چهل و یکمین دوره جشنواره بین‌المللی فیلم فجر اکران شده‌است. 
وابل سومین فیلم بلند سینمایی تورج اصلانی پس از جینگو و حمال طلا است.

## داستان
اهالی یک روستا بعد از سیل، بی‌خانمان شده و در یک ایستگاه متروک قطار به‌طور موقت زندگی می‌کنند اما اتفاقی، مسیر حوادث را تغییر می‌دهد.

## بازیگران
- آزاده زارعی
- نوید پورفرج
- فرید سجادی حسینی
- هژیرسام احمدی
- رامین راستاد
- آسنات درگاهی
- المیرا درگاهی

## جوایز و افتخارات

### جشنواره فیلم فجر
| مراسم                        | تاریخ برگزاری | رده               | نامزد           | نتیجه    | منبع  |
| ---------------------------- | ------------- | ----------------- | --------------- | -------- | ----- |
| چهل و یکمین جشنواره فیلم فجر | ۲۲ بهمن ۱۴۰۱  | بهترین طراحی لباس | آرام موسوی      | نامزدشده | [ ۳ ] |
| چهل و یکمین جشنواره فیلم فجر | ۲۲ بهمن ۱۴۰۱  | بهترین چهره‌پردازی | عبدالله اسکندری | نامزدشده | [ ۳ ] |
| چهل و یکمین جشنواره فیلم فجر | ۲۲ بهمن ۱۴۰۱  | بهترین تدوین      | مستانه مهاجر    | نامزدشده | [ ۳ ] |